# Gerstenkorn (Einheit)
Das Gerstenkorn, also ein einzelnes Samenkorn der Getreideart Gerste, bildete die Grundlage für viele alte Maße (→Längenmaß, →Gewichtsmaß, →Geschichte der Maße und Gewichte). Man machte sich dabei zunutze, dass Form und Größe der Körner einer für ein Naturprodukt relativ geringen Streuung unterliegen.
Es gibt auch Hinweise, dass ein Pfefferkorn das sogenannte Urmaß bildete.

## Gewicht
Das Gewicht eines Gerstenkorns (französisch: grain d'orge [Botanik] beziehungsweise compère-loriot [Medizin]) soll ein Gran (englisch und französisch: grain) schwer sein. Gran steht in der Bedeutung von „Korn“ und war besonders Grundlage als Gold- und Silbergewicht und als Apothekergewicht.

## Länge
Die Breite eines Korns wurde zur Definition der Pariser Linie benutzt. Die Genauigkeit genügte im allgemeinen Leben und Handel. Unter dem böhmischen Herrscher Premisl Ottokar II. festigte sich das Maß durch erlassene Satzungen als Längenmaß eines mittelgroßen Gerstenkorns.
Ein „Gerstenkorn“ (barleycorn) ist auch eine historische angelsächsische Längeneinheit. Der Inch entsprach im England des Hochmittelalters drei Gerstenkörnern, der Länge nach aneinandergelegt.
Das Getreidekorn war auch schon seit der Antike Maßgrundlage und in vielen Kulturen der erste Ansatz für Maße und Gewichte. So waren vier Gerstenkörner der Breite nach nebeneinander das Maß für einen Querfinger. Vier Querfinger, also 16 Körner breitseits gelegt, bildeten eine Querhand. Zehn Querfinger waren 1 Spanne und derer drei ergaben eine Prager Elle.
Die Breite eines Gerstenkorns war auch die Breite von sieben Pferdehaaren.